# Гоголево (Тверська область)
Гоголево (рос. Гоголево) — присілок в Бологовському районі Тверської області Російської Федерації.
Населення становить 18 осіб. Входить до складу муніципального утворення Кафтинське сільське поселення.

## Історія
Від 2005 року входить до складу муніципального утворення Кафтинське сільське поселення.

## Населення
| 2010 |
| ---- |
| 18   |